# Buddhism i Österrike

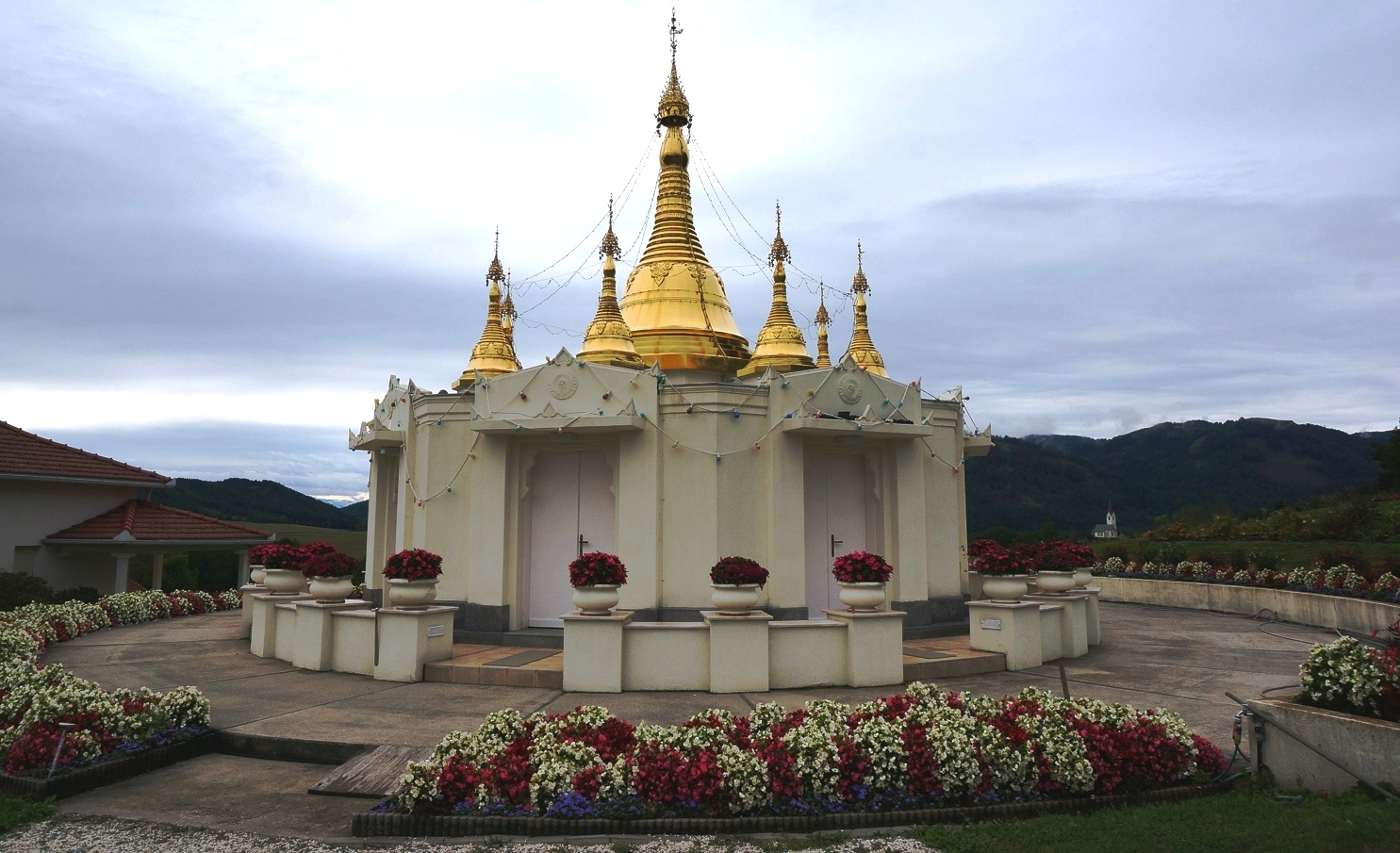
Meditationscentrum i Poggersdorf.

Buddhism är en minoritetsreligion i Österrike. Det största religiösa samfundet i landet är Romersk-katolska kyrkan. I dagens Österrike finns det cirka 10 000 buddhister.
Sedan 1983 har buddhismen erkänts som en officiell religion i Österrike. Samma år grundades Österrikes buddhistiska sällskap (tyska Österreichische Buddhistische Religionsgesellschaft) som fungerar som paraplyorganisation för lokala organisationer. Sällskapet hör till Europeiska Buddhistiska Unionen.
Karl Eugen Neumann var en av de första österrikare som forskade i buddhism och var den förste som översatte palikanonen till tyska i slutet av 1800-talet. De första buddhistiska sällskapen etablerades efter andra världskriget.
År 2012 hindrades ett buddhistiskt samfund från att bygga ett tempel i Gföhl. Projektet var finansierat av privata personer och byns borgmästare tillsammans med den lokala katolska kyrkan var inte emot det. Byborna krävde dock en folkomröstning om saken och röstade ned projektet med 67 procents majoritet.